# 神珙
神珙，唐朝僧人、音韵学家。西域人。他类聚双声字，同四声、迭韵结合起来，作《四声五音反纽图》，用来解释反切。南宋张麟之《韵镜》的序言说：“有沙门神珙，号知音韵,尝著《切韵图》载《玉篇》末。”